# Stereo Sunday
Stereo Sunday is een festival dat zich voornamelijk richt op de danceliefhebbers. De eerste editie vond plaats in 2010 (als opvolger van het Free Funk Festival) en werd georganiseerd door enkele dance- en festivalliefhebbers uit Venlo en omgeving.
De eerste twee edities vonden plaats op het Kazerneterrein in Venlo-Blerick, maar tegenwoordig is het Julianapark in Venlo de festivallocatie. Stereo Sunday trekt jaarlijks zo’n 25.000 bezoekers en is daarmee het grootste gratis dancefestival van Zuid-Nederland.
De programmering van het festival is in handen van Samir Ait Moh, beter bekend als dj Sam O’Neall en als onderdeel van dj-collectief Moksi.
Enkele dj’s/artiesten die op Stereo Sunday hebben gespeeld zijn:
The Darkraver, Barbara Ford, FeestDJRuud, Partysquad Chuckie, Showtek, Lil' Kleine, Benny Rodrigues, C-Mon & Kypski, Hardwell, Don Diablo, The Opposites, Mightyfools, Felix da Housecat, Yellow Claw, Lady Bee, Chocolate Puma en Sam O’Neall.